# Битва за Кокоду
Битва за Кокоду или Битва за Кокодский тракт (англ. Kokoda Track campaign, Kokoda Trail campaign, яп. ポートモレスビー作戦) — одно из сражений войны на Тихом океане. Представляла собой серию боёв, происходивших с июля по ноябрь 1942 года между японской и австралийской армиями на территории австралийской части Папуа. 

## Военно-оперативния ситуация
Одной из целей японского плана наступления в районе Южных морей был захват города Порт-Морсби. Овладение Порт-Морсби могло дать Японии базу, с которой японцы могли наносить удары по большей части северо-восточной Австралии и контролировать важный путь из Тихого в Индийский океан. Вторжение на сам континент изначально планировалось на начало 1942 года, но от этих планов отказались. Первая попытка захватить Порт-Морсби атакой с моря была сорвана в ходе сражения в Коралловом море в мае 1942 года. Месяц спустя значительная часть японского авианосного флота погибла в сражении при Мидуэй, что сделало невозможным крупные японские морские десанты в южной части Тихого океана.
В сложившейся ситуации японское командование решилось на сухопутное наступление через хребет Оуэн-Стэнли, чтобы захватить Порт-Морсби. Такая операция могла пройти практически без сопротивления, если бы она была осуществлена в феврале. В ответ на японское наступление в южных морях союзный командующий в юго-западной зоне Тихого океана, генерал Дуглас Макартур решил развернуть союзные силы в Новой Гвинее в качестве подготовки к наступлению на главную японскую базу в Рабауле.
Обеспокоенный тем, что японский десант в Буне может угрожать Кокоде и затем Порт-Морсби, Макартур спросил командующего сухопутными силами, генерала Томаса Блэмей о том, как именно он собирается защищать Буну и Кокоду. Блэмей приказал генерал-майору Бэзил Моррису, командиру новогвинейских частей, подготовиться к отражению вражеского наступления:166. Моррис собрал части для защиты Кокоды в группировку, получившую названные «Силы Марубры» (англ. Maroubra Force), и приказал частям 39-го батальона 30-й пехотной бригады австралийских милиционных сил (англ. Citizen Military Forces, CMF) двинуться по дороге на Кокоду. Отряд должен был выступить 26 июня, но отбыл только 7 июля:166. Остальные части 39-го батальона CMF остались на хребте Оуэн-Стэнли, защищая коммуникации. Эти позиции также защищало ополчение местных жителей от вторжения японских войск на северный берег Новой Гвинеи:43–44.

## Японский десант
Японская армия ещё в начале года захватила большую часть северного берега Новой Гвинеи, а 21 июля 1942 года высадилась на северо-восточном берегу и закрепилась у селений Буна, Гона и Санананда.

Армия просто не могла найти более сложную задачу. Из-за плохой погоды аэродромы Лаэ и Саламауа не могли обеспечить надлежащее воздушное прикрытие. Тем временем японские войска и их линии снабжения подвергались частым воздушным ударам из Австралии, бухты Милн, Порт-Морсби; Более того, операцию пытались проводить при самых худших условиях. Жара, влажность, тропические ливни, грязь, дизентерия, тропическая лихорадка косили войска сильнее пуль и снарядов. Уцелевшие страдали от голода и болезней.

Первым австралийским соединением, вступившим в соприкосновение с японцами на земле Новой Гвинеи, был взвод Папуасского пехотного батальона (англ. Papuan Infantry Battalion, PIB), набранный из солдат-туземцев под командованием австралийского офицера, лейтенанта Джона Чалка. 22 июля Чалк сообщил о появлении японцев, отправив гонца к своему командиру. В тот же день он получил написанный от руки ответ: «Вступайте в бой с противником». В эту ночь Чалк и его отряд в 40 человек следил за японцами с холма над дорогой из Гоны в Сангару, а затем отступил в джунгли.
Попытка японцев развернуть войска в Буне осложнилась налетами союзной авиации. Один транспорт пришел 25 июля, но следующий 29 июля был потоплен, хотя люди смогли спастись, высадившись на берег. Третий был вынужден вернуться в Рабаул. Другой конвой был остановлен 31 июля. Но 14 августа плохая погода и прикрытие истребителей «Зеро» позволили конвою вице-адмирала Гунити Микава прийти и доставить 3000 солдат, отряды с Кореи и Формозы. 17 августа прибыл 5-й отряд морской пехоты из Сасебо и части 144-го пехотного полка под командованием генерал-лейтенанта Цукамото Хацуо, а также 55-й горно-артиллерийский, 15-й инженерный полки, 47-й полк ПВО и 55-й кавалерийский под общим командованием полковника Ёкояма Ёсуке. 21 августа прибыли два батальона 41-го пехотного полка.
Полковник Ёкояма приказал полковнику Цукамото захватить аэродром в Кокоде и предпринять разведку боем на кокодском тракте. Для противодействия австралийцам у Кокоды, Цукамото развернул свои части для атаки и быстро двинул их вперед.
Кокодский тракт, вдоль которого шли бои, представляет собой дорогу, ведущую из Порт-Морсби через хребет Оуэн-Стэнли к Кокоде и побережью Соломонова моря.
Кокодский тракт проходит через одно из самых труднодоступных и сложных мест на планете. Он достигает высоты 2250 метров у горы Беллэми; здесь жаркие влажные дни сочетаются с холодными ночами, льют проливные дожди, свирепствуют тропические болезни, например, малярия. Дорога проходима только пешком, что очень сильно затрудняло передвижение солдат, влияло на численность войск, их снабжение и тип боевых действий.

## Первое сражение у Кокоды
25 июля 1942 года в 16:00 39-й батальон CMF впервые вошел в соприкосновение с противником: 11-й и 12-й взводы (60 человек) с некоторыми солдатами туземных частей, под командованием капитана Темплтона, устроили засаду у деревни Горари, поджидая японский отряд в 500 человек (144-й полк). Японцы почти сразу выбили их с позиций и австралийцы отошли по дороге к деревне Оиви, где обе стороны окопались на ночь.
Через несколько часов, утром 26 июля два транспортных самолета союзников высадили дополнительные силы (15 + 15), которые были посланы на усиление взводов в Оиви. Как только прибыли первые 15 человек, японцы атаковали. За шесть часов было произведено несколько лобовых и фронтальных атак, но японцы не смогли прорвать линию австралийской обороны. К 17:00 ожидавшиеся 15 человек ещё не прибыли, и Темплтон отправился в их сторону, чтобы предупредить их о том, что они могут по пути натолкнуться на японцев, обошедших фланг. В этот момент части Темплтона уже были в окружении и Темплтон по дороге был убит.
Командование принял майор Уотсон, командующий туземным батальоном (PIB). Так как дорога на Кокоду была перерезана, то младший капрал Санопа (туземец) повел в ночной темноте австралийцев и туземцев по руслу ручья в Деники. В Деники они соединились с частями подполковника Оуэна.
Утром 27 июля подполковник Оуэн решил перейти к обороне у кокодского аэродрома. Он понимал, что у его людей недостаточно еды, они утомлены тремя днями боев и у них мало шансов против элитных частей японской морской пехоты. Он решил ждать подкреплений. 28 июля оставив 40 человек в Деники, он разместил оставшихся 77 в Кокоде. Он связался с Порт-Морсби и запросил подкреплений. Вскоре два транспортных «Дугласа» появились над аэродромом, но не решились сесть из опасения японцев и вернулись в Порт-Морсби. В тот день японцы обстреляли позиции противника из пулеметов и минометов, подполковник Оуэн был смертельно ранен, и командование принял майор Уотсон.
29 июля в 2:30 утра японцы предприняли полномасштабную атаку. Когда все позиции были потеряны, майор Уотсон приказал отступать к Деники. Аэродром попал в руки японцев, которые таким образом добились своей цели и не стали преследовать австралийцев.
Несмотря на то, что австралийцы были плохо обучены, малочисленны и плохо вооружены, их сопротивление было таким сильным, что японцы решили, что имеют дело с отрядом в 1200 человек, хотя на деле тех было всего 77.
Теперь японцы имели в своем распоряжении базу и аэродром, и Цукамото счел возможным полномасштабное наступление на Порт-Морсби. 10-тысячный Отряд Южных морей под командованием генерал-майора Хории Томитаро (размещенный в Рабауле) получил задание захватить Порт-Морсби.